# 황조윤
황조윤은 대한민국의 영화, 텔레비전 각본가이다.

## 작품

### 영화
- 《창궐》 (2018) / 각본
- 《살인자의 기억법》 (2017) / 각본
- 《공조》 (2016) / 각색
- 《그놈이다》 (2015) / 각색
- 《마이 리틀 히어로》 (2012) / 각색
- 《광해, 왕이 된 남자》 (2012) / 각본
- 《언니가 간다》 (2006) / 각본
- 《야수와 미녀》 (2005) / 각본
- 《내 생애 가장 아름다운 일주일》 (2005) / 각본
- 《이대로, 죽을 순 없다》 (2005) / 각본
- 《올드보이》 (2003) / 각본
- 《봄날의 곰을 좋아하세요?》 (2003) / 각본

### TV 드라마
- 리치맨 (2018) / 각본
- 《일년에 열두남자》 (2012) / 각본